# 単型 (分類学)
単型（たんけい、英: monotypic）は、単形、モノタイプともいい、生物の分類体系で、ある項目の1階級下の項目が単一であることを指すことばである。言い換えると、そのグループにはその仲間以外に類縁のあるものが存在しないことである。これは様々な分類の階級に当てはめて使われる。

## 具体例
たとえばキク科のエゾギク属(Callistephus)はエゾギクCallistephus chinensis一種だけの単型の属である。カンナ科は50種以上あるがカンナ属Cannaの1属しかない単型の科である。裸子植物のソテツ綱イチョウ目は、科・属・種と3階級下まで単一であり、シダ植物のヒカゲノカズラ綱は、目・科・属がそれぞれ一つである。APG植物分類体系では、新しい科が多く創設されたこともあり、1種だけの科が数十ある。
動物では、微顎動物門のリムノグナシアが、門・綱・目・科・属、全てで単型であり、一種のみで門を構成している。センモウヒラムシも平板動物門の単型種として扱われてきたが、近年新たな属・種が報告されている。他に、内肛動物、有爪動物、毛顎動物などが綱ないし目の段階まで単型である。
このように、どの分類階級でこの言葉を使ってもよい。高いレベルのものほどそこに含まれる唯一の群がそれ以外の生物とかけ離れていて、言わばひとりぼっち状態であることを意味する。

## その意味
単型であることは、近縁な分類群が存在しないことを意味する。生物は進化の過程で種分化を繰り返すことで多様性を獲得してきたと考えられる。したがって、ある程度の近縁な群が存在することは自然のことと考えられる。
それが存在しないのは、例えばその群の多くの分類群が絶滅した場合である。ヒカゲノカズラ植物門などはおそらくこれにあたる。この群にはヒカゲノカズラ類、イワヒバ類、ミズニラ類が含まれるが、それぞれ、科あるいは属のレベルまで単型である。この類は古生代に繁栄したもので、当時は多くの種を有したが大部分が絶滅し、現在見られるのはその生き残りと考えられている。イチョウやシーラカンスなどもそれぞれにその類唯一の生き残りである。これらはよく生きている化石といわれる。